# Induzione elettrostatica

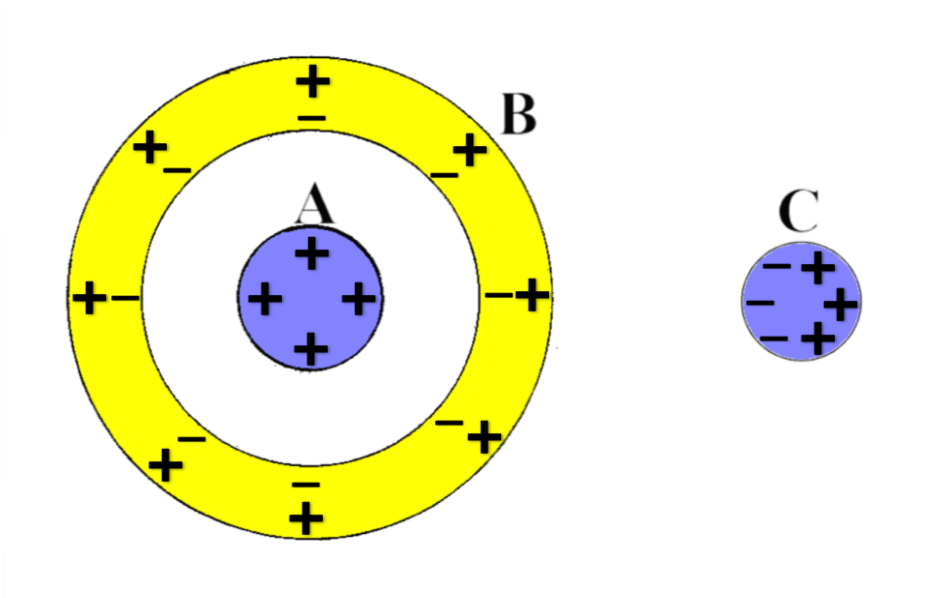
Una carica elettrica, quando si trova vicino a un corpo neutro in cui vi sono elettroni mobili, può determinare la formazione di un dipolo. Il fenomeno è chiamato induzione elettrostatica. Rappresentazione induzione elettrostatica. In questo caso il corpo A carico positivamente provoca la ridistribuzione delle cariche del corpo cavo B entro cui il corpo A è contenuto, e a sua volta il corpo B provoca una ridistribuzione delle cariche del corpo C posto in prossimità di esso.

L'induzione elettrostatica è il fenomeno per cui la carica elettrica all'interno di un oggetto viene ri-distribuita a causa della presenza di un altro oggetto carico nelle vicinanze. A causa dell'induzione un oggetto elettricamente carico posto nelle vicinanze di un corpo conduttore neutro provoca il manifestarsi di carica su quest'ultimo, senza che avvenga contatto tra i due, poiché la distribuzione di carica che vi era inizialmente nell'oggetto neutro non è più uniforme.

## Descrizione
Il fenomeno dell'induzione elettrostatica è dovuto ad una ben precisa proprietà della carica: il bipolarismo, e cioè il fatto che in natura esistono cariche di due tipi diversi, le quali convenzionalmente vengono distinte da un segno positivo o negativo, e dal fatto che la diversità del segno delle cariche genera attrazione e nel caso di concordanza del segno repulsione. L'induzione elettrostatica si basa quindi sul principio di redistribuzione delle cariche, secondo cui un oggetto carico, posto vicino ad un conduttore neutro, è in grado di attrarre a sé le cariche di segno opposto e di respingere quelle dello stesso segno.
Grazie a questa redistribuzione è possibile creare una carica parziale di segno opposto a quella dell'inducente con conseguente generazione di una forza attrattiva.
In equilibrio elettrostatico il campo elettrico interno ad un conduttore deve risultare nullo (per il teorema di Gauss), il campo nelle vicinanze della superficie del conduttore deve giungere ortogonale (per la Legge della Circuitazione); di conseguenza tutto il conduttore deve essere equipotenziale. 
Quando si immerge un conduttore in un campo elettrico esterno {\displaystyle {\vec {E}}}, deve sussistere una brevissima fase transitoria di non equilibrio (dell'ordine del picosecondo) in cui le cariche presenti sulla superficie del conduttore si muovono e si ridistribuiscono fino al raggiungimento di una nuova fase di equilibrio elettrostatico in cui le cariche risultano distribuite sul conduttore in modo da generare un campo {\displaystyle {\vec {E}}'} uguale ed opposto a {\displaystyle {\vec {E}}} che produca un campo totale nullo all'interno del conduttore. 
Inoltre {\displaystyle {\vec {E}}'} deforma le linee del campo {\displaystyle {\vec {E}}} nei pressi della superficie del conduttore in modo da renderle ortogonali alla superficie stessa. Per questo motivo, avvicinando un corpo carico ad un conduttore si osserva una ridistribuzione delle cariche sul conduttore. Se la carica avvicinata è positiva, le linee del campo esterno partono dalla carica e si chiudono sul conduttore, perciò il campo generato dalla distribuzione superficiale delle cariche del conduttore, affinché annulli il primo, deve avere verso opposto.
Ciò vuol dire che le linee di quest'ultimo devono partire dal lato del conduttore più distante dalla carica(addensamento di cariche positive) e chiudersi sul lato ad esso più vicino (addensamento di cariche negative).
Numerosi generatori elettrostatici, come la macchina di Wimshurst, il generatore di Van de Graaff e l'elettroforo, si basano su questo principio.